# ایکا تیپتا دیداجا
ایکا تیپتا دیداجا (انگلیسی: Eka Tjipta Widjaja; ۲۷ فوریهٔ ۱۹۲۱ or ۱ اکتبر ۱۹۲۲ or ۳ اکتبر ۱۹۲۳ or ۲۹ اکتبر ۱۹۲۳ – ۲۶ ژانویهٔ ۲۰۱۹) کارآفرین اهل اندونزی بود، که در سال ۱۹۳۸ شرکت سینار ماس را تأسیس کرد..